# Draba haradjianii
Draba haradjianii är en korsblommig växtart som beskrevs av Karl Heinz Rechinger. Draba haradjianii ingår i släktet drabor, och familjen korsblommiga växter. Inga underarter finns listade i Catalogue of Life.